# Sinalunga
Sinalunga ist eine italienische Gemeinde mit 12.029 Einwohnern (Stand 31. Dezember 2023) in der Provinz Siena der Region Toskana.

## Geografie

Lage von Sinalunga in der Provinz Siena

Sinalunga liegt auf einer Hügelkette zwischen dem Chiana-Tal und dem Ombrone-Tal, zirka 47 km östlich der Provinzhauptstadt Siena und ca. 73 km südöstlich der Regionalhauptstadt Florenz. Die Gemeinde liegt in der klimatischen Einordnung italienischer Gemeinden in der Zone D, 1 965 GR/G. Die wichtigsten Gewässer im Gemeindegebiet sind die Torrenti Foenna (20 von 37 km im Gemeindegebiet) und Galegno (7 von 9 km im Gemeindegebiet).
Der Hauptort der Gemeinde, Sinalunga, unterteilt sich in zwei Teile: Sinalunga Paese befindet sich auf der Anhöhe mit der historischen Altstadt, Pieve di Sinalunga dagegen liegt am Fuße dieser Anhöhe und wurde nach der Pieve di San Pietro ad Mensulas benannt.
Zu Ortsteilen (frazioni) gehören Bettolle, Farnetella (413 m), Guazzino (282 m), La Fratta (258 m), Rigomagno (411 m) und Scrofiano.
Nachbargemeinden sind Asciano, Cortona (AR), Foiano della Chiana (AR), Lucignano (AR), Rapolano Terme, Torrita di Siena und Trequanda.

## Sehenswürdigkeiten

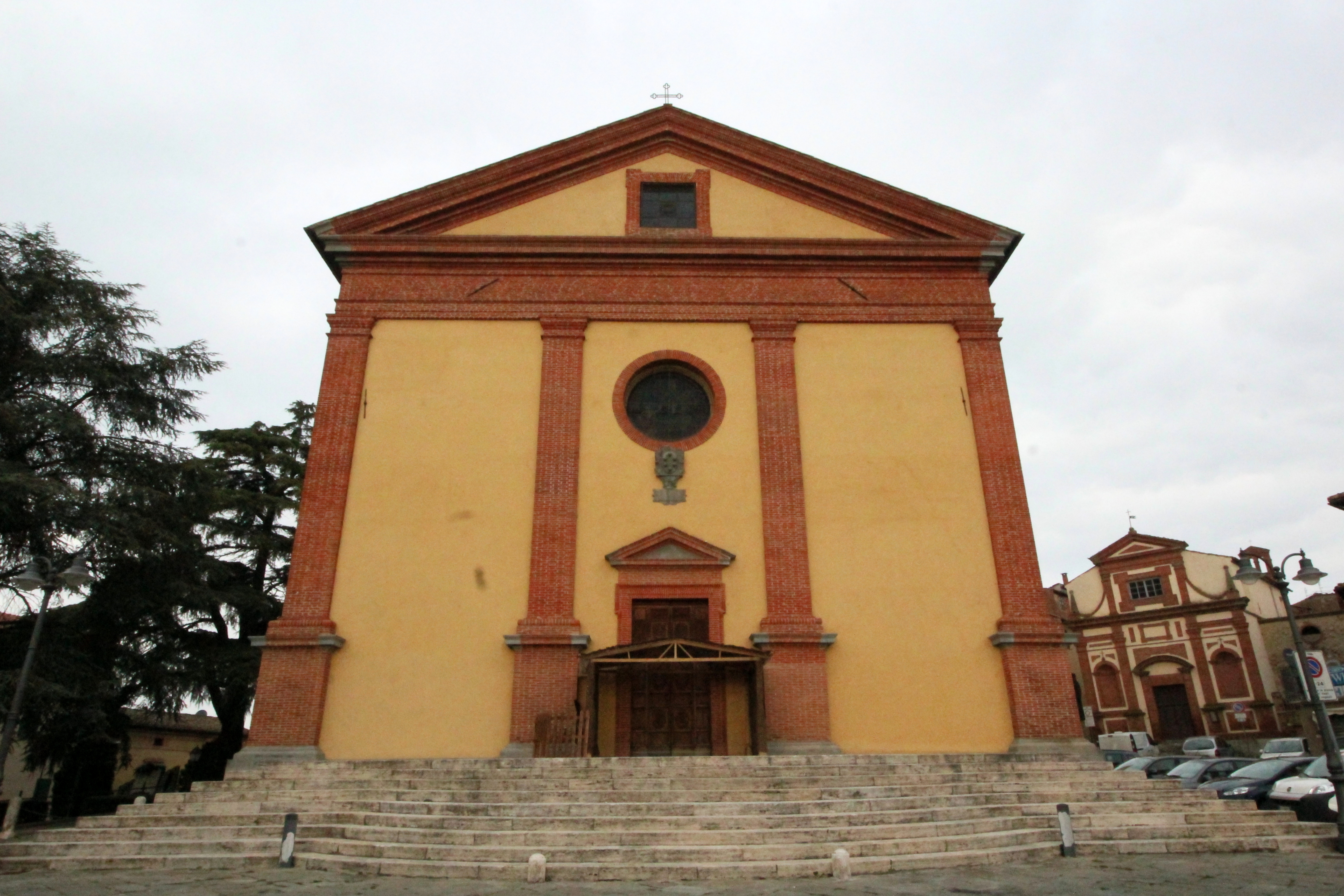
Collegiata di San Martino

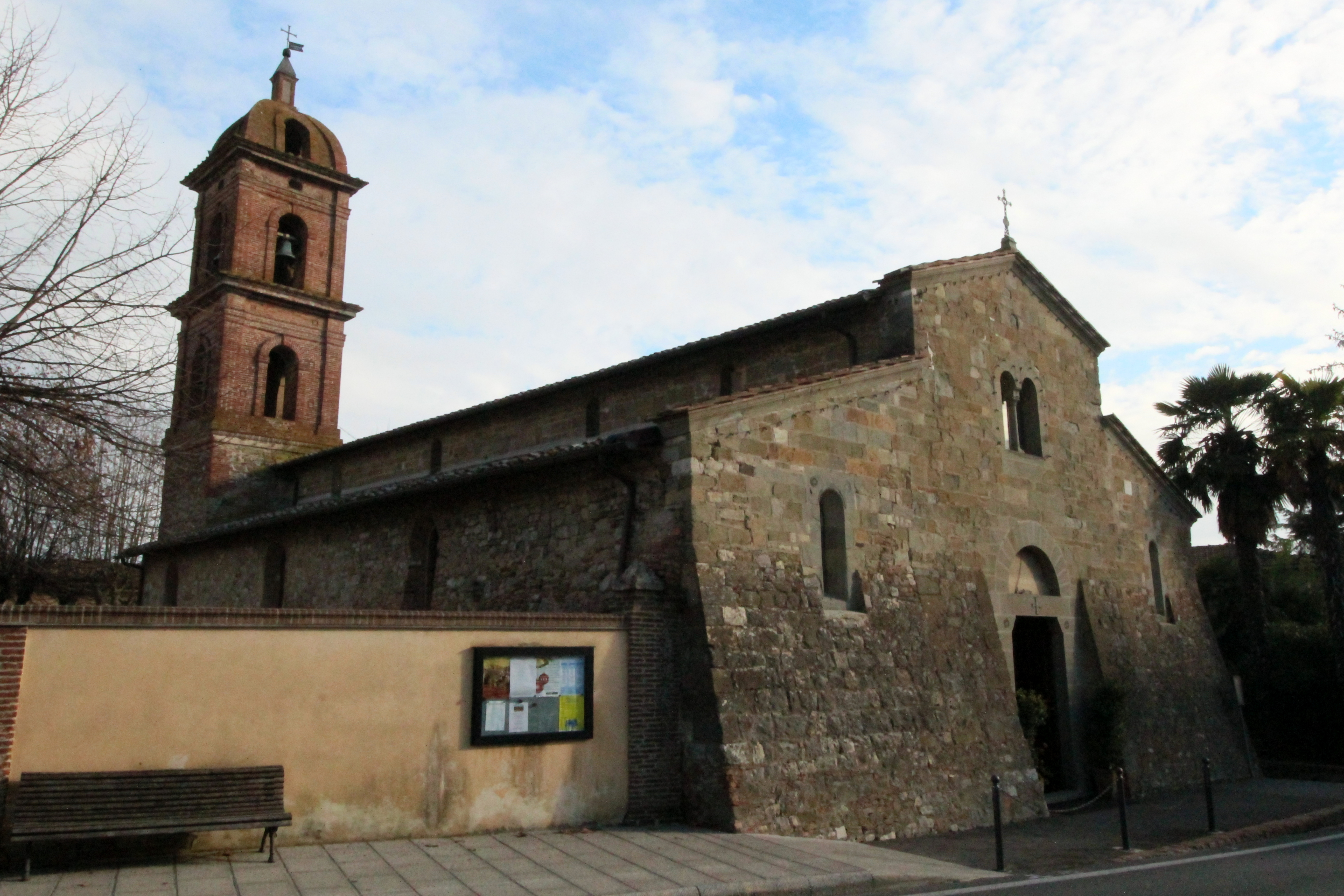
Pieve San Pietro ad Mensulas

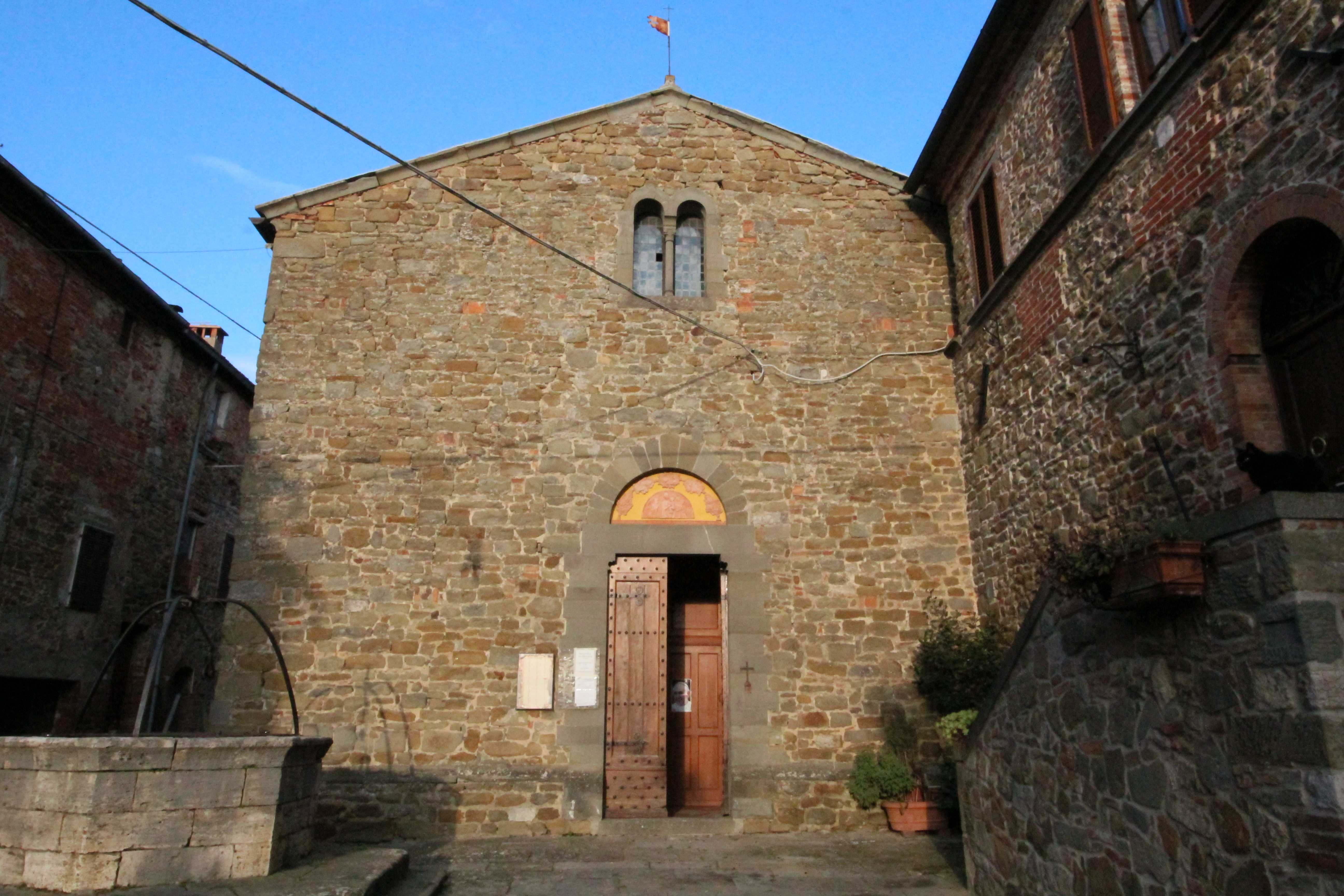
San Marcellino, Kirche in Rigomagno

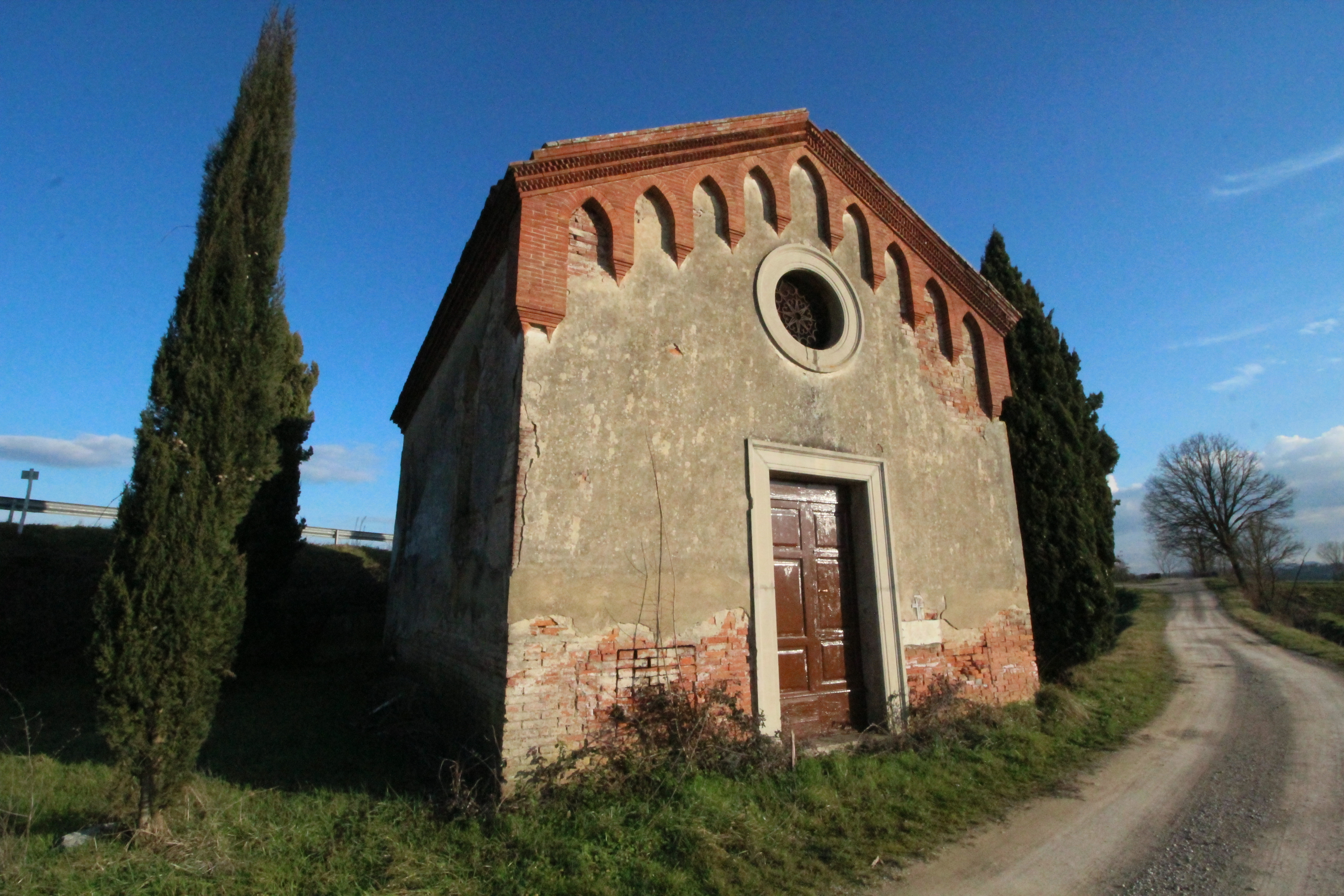
San Giovanni alla Fratta

- Collegiata di San Martino, Stiftskirche am Eingang zum Ortskern von Sinalunga Paese. Entstand im Jahr 1588 an der Stelle der alten Burg (Rocca).[5] Enthält die Werke Madonna col Bambino tra i Santi Martino e Sebastiano von Benvenuto di Giovanni, Madonna col Bambino e Santi von Sodoma, Sposalizio della Madonna von Rutilio Manetti (1612) und Santi Caterina da Siena, Domenico, Martino, Francesco, Lucia e Caterina d’Alessandria von Giuseppe Nicola Nasini (1697).
- Madonna delle Nevi,  Kirche am Eingang zum Ortskern von Sinalunga Paese (17. Jahrhundert).[5]
- Santa Croce, Kirche am Eingang zum Ortskern von Sinalunga Paese mit Werken aus der Bottega von Luca Signorelli.
- Chiesa del Chiodo, Kirche in Sinalunga Paese (Via Pinsuti). Entstand als Hospital hinter der Kirche Madonna delle Nevi (13. Jahrhundert).[5]
- Santa Lucia, Kirche im unteren Teil von Sinalunga Paese. Entstand im zwölften oder dem dreizehnten Jahrhundert, enthielt das Werk Madonna del Carmine von Francesco Rustici, heute in der Collegiata di San Martino in Sinalunga Paese aufbewahrt, und das Werk Madonna con San Sebastiano e San Martino (1509 von Benvenuto di Giovanni erstellt).
- Palazzo Pretorio, ehemaliger Herrscherpalast im Zentrum von Sinalunga Paese (14. Jahrhundert).
- Convento di San Bernardino, Kloster aus dem Jahr 1449, kurz außerhalb von Sinalunga Paese, im 18. Jahrhundert renoviert, enthält Werke von Sano di Pietro (Cristo benedicente und Madonna del Rifugio), Benvenuto di Giovanni (Annunciazione, 1470) und Guidoccio Cozzarelli (Battesimo di Cristo,  ca. 1483, und Incoronazione della Vergine col Bambino tra i Santi Simone e Taddeo, 1486).
- Pieve di San Pietro ad Mensulas, Namensgebende Pieve für den unteren Ortsteil Pieve di Sinalunga. Wurde bereits im 11. Jahrhundert (1040 und 1044) dokumentiert. Die Fassade wurde 1935 restauriert.[5]
- Chiesa del Serraglio, Kirche südlich von Sinalunga Paese und Sinalunga Pieve an der Straße nach L’Amorosa und Torrita di Siena.
- San Giovanni Battista, Kirche aus dem Jahr 1392, enthielt das Werk Angelo annunziante e Vergine annunziata von Francesco di Valdambrino, Ortsteil Farnetella.[5]
- Chiesa della Compagnia della Santa Croce, Kirche im Ortsteil Farnetella.
- Santa Maria, Kirche bei Farnetella.
- Santa Maria delle Grazie, Kirche, Ortsteil Guazzino.
- Cappella di San Michele, wahrscheinlich von Baldassare Peruzzi errichtet, enthält Werke von Fresken von Sodoma, Ortsteil La Fratta.
- San Giovanni alla Fratta, Kirche nahe dem Ortsteil La Fratta.
- Cappella di Santa Maria Assunta, enthält das Werk Madonna col Bambino, San Giovannino e i Santi Caterina, Bernardino e Francesco von Francesco Rustici, Ortsteil L’Amorosa.
- San Marcellino, Kirche im Ortsteil Rigomagno.
- Chiesa della Compagnia di Santa Croce, Kirche im Ortsteil Rigomagno, erstmals 1468 dokumentiert.[5]

## Verkehr
- Bei Bettolle befindet sich das für die Provinz Siena wichtige Autobahnkreuz Valdichiana – Bettolle – Sinalunga, welches Siena mit der A1 (Teil der Autostrada del Sole) verbindet. Die weiterführende Straße von Siena nach Perugia über Bettolle/Valdichiana ist der Raccordo autostradale 6 (RA 6), der die Toskana mit Umbrien verbindet.
- Sinalunga liegt an der Bahnstrecke Empoli–Siena–Chiusi und an der durch die Trasporto Ferroviario Toscano betriebenen Bahnstrecke Arezzo–Sinalunga.

## Gemeindepartnerschaften
Sinalunga unterhält seit 2002 eine Gemeindepartnerschaft mit dem nordfranzösischen Ort Ay in der Champagne.

## Töchter und Söhne der Stadt
- Rosy Bindi (* 1951), Politikerin